# Eleanor Burford
Eleanor Alice Burford Hibbert (Londres, 1 de septiembre de 1906-Mar Mediterráneo, cerca de Grecia, 18 de enero de 1993) fue una escritora británica, autora de unas doscientas novelas históricas, la mayor parte de ellas con el seudónimo Jean Plaidy. Escogió usar varios nombres debido a las diferencias en cuanto al tema entre sus distintos libros; los más conocidos, además de los de Plaidy, son Philippa Carr y Victoria Holt. Aún menos conocidas son las novelas que Hibbert publicó con los seudónimos de Eleanor Burford, Elbur Ford, Kathleen Kellow y Ellalice Tate, aunque algunas de ellas fueron reeditadas bajo el seudónimo de Jean Plaidy. Muchos de sus lectores bajo un seudónimo nunca sospecharon sus otras identidades.

## Biografía
Eleanor Alice Burford, nació el 1 de septiembre de 1906 en Kensington, un suburbio de Londres (Inglaterra). Su padre, Joseph Burford, que no tenía trabajo estable, le enseñó a leer y le inculcó su amor por la lectura, de forma que Eleanor ya leía a los 4 años de edad. Nada más acabar los estudios primarios, se decidió por la formación profesional, aprendiendo taquigrafía, escribir a máquina e idiomas: francés y alemán, con el fin de trabajar.
En los años veinte contrajo matrimonio con George Percival Hibbert (1886-1963), un comerciante de cuero que compartía su pasión por los libros, de quien fue su segunda esposa. Su matrimonio le proporcionó la libertad económica para dedicarse a su sueño: escribir en serio, sin embargo sus primeras obras inspiradas en sus autores favoritos: las hermanas Brontë, George Eliot, Charles Dickens, Victor Hugo y Leo Tolstoy, y más tarde obras serias y largas sobre la vida contemporánea e incluso tres sobre la Inquisición española, no tuvieron éxito en su intento de publicación.
Un editor, que alabó su redacción, le aconsejó dejar temas arduos y serios, y probar con algo gótico o romántico, pero como ella no había leído prácticamente nada del género, se hizo con 50 novelas para documentarse. Decidida a probar suerte escribió un cuento en 1941: Daughter of Anna, que logró vender con su nombre de soltera Eleanor Burford, convirtiéndose en un éxito que le permitió seguir publicando.
En 1949 se publicó su primera novela, un romance histórico bajo el seudónimo de Jean Plaidy, bajo el que publicó unas 90 novelas. Eleanor continuó utilizando diversos seudónimos como: Elbur Ford, Kathleen Kellow, Ellalice Tate y Anna Percival.
Pero, fue en 1960 cuando alcanzó realmente la fama internacional. Comenzó a publicar en Estados Unidos y entonces, asesorada por su editor, publicó su primera novela romántica gótica como Victoria Holt, Mistress of Mellyn (La señora de Mellyn), que contenía la estructura clásica de las novelas de ese seudónimo, unas novelas de suspense romántico y ambientación gótica, que recreaba con tal perfección, que la llevaron a ser considerada "la gran dama del Gótico".
En 1972, escribió The miracle at St Bruno's (Milagro en San Bruno) bajo su último seudónimo: Philippa Carr, la que sería la primera novela de una larga saga familiar llamada Daughters of England (Hijas de Inglaterra).
Aunque algunos críticos descartaron su trabajo mientras que otros reconocieron su talento como escritora, con detalles históricos muy bien documentados y con personajes femeninos como protagonistas absolutos de sus historias, que llevaron a Eleanor a conseguir fama, éxito y millones de lectores devotos de sus historias en más de veinte idiomas. En total publicó más de 200 romances, esta incansable autora no dejó de escribir nunca, de hecho su última novela: The black opal (El ópalo negro) bajo el seudónimo de Victoria Holt, la escribió con 86 años y no pudo ser publicada hasta después de su muerte. Durante su crucero anual de vacaciones falleció el 18 de enero de 1993 en el mar Mediterráneo, en algún lugar entre Atenas (Grecia) y Puerto Saíd (Egipto). Su cuerpo fue enterrado en el mar.

## Obras

### Como Eleanor Burford

#### Novelas independientes
- 1941: Daughter of Anna.
- 1941: Passionate witness.
- 1942: The married lover.
- 1943: When the entire world is young.
- 1944: So the dreams depart.
- 1945: Not in our stars.
- 1947: Dear chance.
- 1948: Alexa.
- 1949: The house at Cupid's cross.
- 1950: Believe the heart.
- 1950: The love child (reeditado).
- 1951: Saint or sinner.
- 1952: Bright tomorrow.
- 1952: Dear delusion.
- 1953: Leave me my love.
- 1953: When We are married.
- 1954: Castiles in Spain.
- 1954: Heart's afire.
- 1955: Gay lord Robert.
- 1955: Royal road to Fotheringhay.
- 1955: Two loves in her life.
- 1955: When other hearts.
- 1956: Begin to live.
- 1956: Married in haste.
- 1957: To meet a stranger.
- 1958: Blaze of noon.
- 1958: Pride in the morning.
- 1959: Red sky at night.
- 1959: The dawn chorus.
- 1960: Night of stars.
- 1961: Now that april’s gone.
- 1962: Who's calling.

### Como Jean Plaidy
Los libros escritos bajo este seudónimo son en su mayor parte sobre la historia inglesa y todas sus obras Plaidy, excepto las llamadas "Novelas", tienen como personajes a verdaderas figuras históricas.
Los libros que están relacionados se agrupan por series. Las series se ordenan cronológicamente en relación con las épocas a las que se refieren. (Obra completa: Círculo de lectores, S. A., y RBA Coleccionables, S. A.).

#### Novelas independientes
- 1948: Beyond the Blue Mountains (Tras las montañas azules).
- 1950: The goldsmith's wife (La esposa del orfebre / La mujer del orfebre).
- 1952: Daughter of Satan (La hija del diablo).
- 1954: Lilith.
- 1955: Melisande (It Began in Vauxhall Gardens) (Todo empezó en los jardines de Vauxhall).
- 1957: The Scarlet Cloak.(Ritos de muerte)
- 1958: The Queen of Diamonds (La reina de diamantes) (María Antonieta y el escándalo del collar de diamantes)
- 1959: Milady Charlotte.
- 1965: Evergreen Gallant (El rey Galante) (Enrique IV de Francia)
- 1971: Defenders of the Faith (Defensores de la fe).
- 1994: Madame du Barry (Madame du Barry, amante real).
- 1996: The King's Adventurer (John Smith y la princesa Pocahontas)

#### Series inglesas

##### La trilogía normanda
- 1974: The bastard king (El rey bastardo) (Guillermo I de Inglaterra).
- 1975: The lion of justice (El león de la justicia) (Guillermo II y Enrique I de Inglaterra).
- 1976: The passionate enemies (Laberinto de pasiones) (Esteban I de Inglaterra y la emperatriz Matilde).

##### La saga Plantagenet
- 1976: The Plantagenet prelude (El nacimiento de un imperio) (Enrique II de Inglaterra y Leonor de Aquitania).
- 1977: The revolt of eaglets (La rebelión contra Enrique II) (Los hijos de Enrique II de Inglaterra).
- 1977: The heart of the lion (El corazón del león) (Ricardo I de Inglaterra).
- 1978: The prince of darkness (El príncipe de la oscuridad) (Juan I de Inglaterra).
- 1978: The battle of the queens (La guerra de las reinas) (Isabel de Angulema y Blanca de Castilla).
- 1979: The queen from Provence (La reina que vino de Provenza) (Enrique III de Inglaterra)
- 1979: Hammer of the Scots (sobre Eduardo I de Inglaterra) (Eduardo piernas largas).
- 1980: The follies of the king (Locuras del rey) (Eduardo II de Inglaterra).
- 1980: The vow on the heron (El juramento sobre la garza) (Eduardo III de Inglaterra).
- 1981: Passage to Pontefract (Pasaje a Pontefract) (Ricardo II de Inglaterra).
- The star of Lancaster (Estrella de Lancaster) (Enrique IV y Enrique V de Inglaterra).
- 1981: Epitaph for three women (Epitafio para tres mujeres) (Catalina de Valois, Juana de Arco y Leonor Cobham, esposa de Hunfredo de Gloucester).
- Red rose of Anjou (La rosa roja de Anjou) (Enrique VI de Inglaterra).
- The sun in splendor (El sol en su esplendor) (Eduardo IV y Ricardo III de Inglaterra).

##### Las novelas Tudor
- 1949: Murder most royal (La más feliz de las mujeres) (Ana Bolena).
- 1953: The sixth wife (La sexta esposa) (Catalina Parr).
- 1954: The Spanish bridegroom (Felipe II de España).
- 1954: St. Thomas’ eve (La víspera de santo Tomás) (Santo Tomás Moro).
- 1955: Gay Lord Robert (Robert Dudley e Isabel I de Inglaterra).
- 1961: Katharine, the virgin widow (Catalina, virgen y viuda) (Catalina de Aragón).
- 1962: The king's secret matter (El secreto del rey) (Ana Bolena) y Enrique VIII de Inglaterra)
- 1962: The shadow of the pomegranate (La sombra de la granada) (Catalina de Aragón) y Enrique VIII de Inglaterra).
- Mary, queen of France (María Tudor, duquesa de Suffolk, esposa de Luis XII de Francia)
- 1963: The Thistle and the Rose (El cardo y la rosa) (Margarita Tudor, reina de Escocia).
- 1982: Uneasy Lies the Head (El trono codiciado) (Enrique VII de Inglaterra).

##### La serie de María, reina de Escocia
- 1955: Royal road to Fotheringay (Camino al cadalso) (María Estuardo, reina de Escocia).
- 1963: The captive queen of scots (La reina cautiva) (María Estuardo, reina de Escocia).

##### La saga Estuardo
- 1956: The wandering prince (El príncipe errante) (Carlos II de Inglaterra).
- 1956: A health unto his majesty (El rey infiel) (Carlos II de Inglaterra).
- 1957: Here lies our sovereign lord (Aquí descansa nuestro soberano) (Carlos II de Inglaterra).
- 1964: The murder in the tower (Asesinato en la torre) (Jacobo I de Inglaterra).
- 1965: The three crowns (Las tres coronas) (Jacobo II, Guillermo III y María II de Inglaterra).
- 1966: The haunted sisters (Las hermanas hechizadas) (María II y Ana I de Inglaterra).
- 1966: The queen's favorites (Las favoritas de la reina) (Ana I de Inglaterra).

##### La saga georgiana
- 1967: The princess of Celle (Sofía Dorotea de Brunswick-Luneburgo y Jorge I de Gran Bretaña).
- 1967: Queen in Waiting (Carolina de Brandeburgo-Ansbach y Jorge II de Gran Bretaña).
- 1968: Caroline, the queen (Carolina, el sacrificio de una reina) (Carolina de Brandeburgo-Ansbach y Jorge II de Gran Bretaña).
- 1968: The prince and the quakeress (El príncipe y la doncella) (Jorge II de Gran Bretaña) y Hannah Foot).
- 1969: The third George (Jorge III).
- 1969: Perdita's prince (El príncipe de Perdita) (Jorge IV de Gran Bretaña).
- 1970: Sweet lass of Richmond Hill (La dulce joven de Richmond Hill) (Jorge IV de Gran Bretaña).
- 1970: Indescretions of the queen (Carolina de Brunswick-Wolfenbüttel).
- 1971: The regent's daughter (La hija del regente) (Carlota de Gran Bretaña).
- 1971: Goddess of the green room (Pasión en la corte británica) (Guillermo IV de Gran Bretaña).
- 1972: Victoria in the wings (Victoria entra en escena) (Victoria I de Gran Bretaña).

##### La serie de la reina Victoria
- 1972: The captive of Kensington Palace (Victoria I de Gran Bretaña).
- 1973: The queen and lord M (La reina y el lord / La reina y el ministro) (Victoria I de Gran Bretaña).
- 1973: The queen's husband (El marido de la reina) (Victoria I de Gran Bretaña).
- 1974: The widow of Windsor (La viuda de Windsor) (Victoria I de Gran Bretaña).

##### La serie de reinas de Inglaterra
- 1983: Myself the enemy (Enriqueta María) (Yo, mi enemiga).
- 1984: Queen of this realm (Isabel I de Inglaterra) (Soberana De Este Reino).
- 1985: Victoria Victorious (Victoria del Reino Unido) .
- 1986: The lady in the tower (Ana Bolena) (La dama de la torre).
- 1987: The courts of love (Leonor de Aquitania) (Las cortes del amor).
- 1988: In the shadow of the crown (María I de Inglaterra) (A la sombra de la corona).
- 1989: The queen's secret (Catalina de Valois).
- 1990: The reluctant queen (Anne Neville).
- 1991: The pleasures of love (Catalina de Braganza).
- 1993: William's wife (María II de Inglaterra).
- 1993: The rose without a thorn (Catalina Howard) (Una rosa sin espinas).

#### Historia no inglesa
Los reyes católicos
- 1. Castilla para Isabel (Isabel I de Castilla)
- 2. España para sus soberanos (Isabel I de Castilla y Fernando II de Aragón)
- 3. Las hijas de España (Las hijas de Isabel I de Castilla y Fernando II de Aragón)

Catalina de Médici
- 1. Madame serpiente
- 2. La italiana
- 3. La reina Jezabel.

Luis XV
- 1. Luis el bien amado (Louis the well beloved) (Luis XV de Francia).
- 2. Camino a la Compagnie (Luis XV de Francia)

3. A la sombra de la guillotina (María Antonieta de Austria y Luis XVI de Francia)
Los Borgia
- 1958: 1. La madonna de las siete colinas.
- 1958: 2. Luz sobre Lucrecia.

Independiente
- El rey galante Enrique IV de Francia)
- The King's adventurer John Smith y la princesa Pocahontas)

#### Libros históricos para niños
- 1961: The young Elizabeth.
- The young Mary, queen of scots

#### Libros históricos de no ficción
- Mary Queen of scots: the fair devil of Scotland
- A triptych of poisoners (Cesare Borgia, Madame de Brinvilliers, and Dr. Pritchard).
- The rise of the Spanish Inquisition
- The growth of the Spanish Inquisition
- The end of the Spanish Inquisition

### Como Elbur Ford

#### Novelas independientes
- 1950: Poison in pimlico.
- 1950: The flesh and the devil.
- 1952: Bed disturbed.
- 1953: Evil in the house (reeditado).
- 1953: Such bitter business.

### Como Kathleen Kellow

#### Novelas independientes
- 1952: Danse macabre.
- 1953: Rooms at Mrs. Oliver's.
- 1954: Lilith (reeditado).
- 1955: It began in Vauxhall Gardens (reeditado).
- 1956: Call of the blood.
- 1957: Rochester, the mad earl.
- 1959: Milady Charlotte (reeditado).
- 1960: The world's a stage.

### Como Anna Percival

#### Novela independiente
- 1960: Brides of lanlory

### Como Victoria Holt
Los libros escritos con el nombre de Victoria Holt son novelas románticas de estilo gótico, ambientadas principalmente en la época victoriana siendo los lugares en los que se desarrolla la trama diversos sitios del imperio británico del siglo XIX.

#### Novelas independientes
- 1960: Mistress of Mellyn (La señora de Mellyn).
- 1962: Kirkland revels (Los alucinados de Kirkland Revels = Ambición mortal).
- 1963: Bride of Pendorric (La novia de Pendorric).
- 1964-1965: The legend of the Seventh Virgin, (La leyenda de la séptima virgen).
- 1966-1967: Menfreya = Menfreya in the morning, (La magia de los Menfrey = Menfreya al amanecer).
- 1967: The king of the castle (El rey del castillo).
- 1968: The queen's confession (La confesión de la reina), memorias ficticias de María Antonieta de Austria
- 1969: The shivering sands (Las arenas movedizas).
- 1970: The secret woman (La mujer secreta).
- 1971: The shadow of the lynx (La sombra del lince).
- 1972: On the night of the seventh moon (La noche de la séptima luna).
- 1973: The curse of the kings (La maldición de los faraones).
- 1974: The house of a thousand lanterns (La casa de las mil lámparas).
- 1975: Lord of the Far Island (El señor de Far Island).
- 1976: The pride of the peacock (El orgullo del pavo real).
- 1977: The devil on horseback (El jinete del diablo) ambientada en la Revolución Francesa
- 1978: My enemy the queen (Mi enemiga la reina = Mi enemiga, la Reina) memorias ficticias de Lettice Knollys
- 1979: The spring of the tiger (El salto del tigre).
- 1980: The mask of the enchantress (La máscara de la hechicera = Tres deseos en un bosque encantado).
- 1981: The Judas kiss (El beso de Judas).
- 1982: The demon lover (El amante diabólico).
- 1983: The time of the hunter's moon (La luna del cazador).
- 1984: The landower legacy (La herencia Landower).
- 1985: The road to Paradise Island (La isla del paraíso) ambientada en parte a finales del siglo XVIII
- 1986: Secret for a nightingale (El secreto del ruiseñor).
- 1987: The silk vendetta (Venganza).
- 1988: The india fan (El abanico indio).
- 1989: The captive (La cautiva).
- 1990: Snare of serpents (Nido de serpientes).
- 1991: Daughter of deceit (Hija de la mentira = La hija de la mentira).
- 1992: Seven for a secret (La casa de las siete urracas).
- 1993: The Black Opal (publicada póstumamente como El ópalo negro).

### Como Philippa Carr
Los libros publicados bajo el seudónimo de Philippa Carr eran una serie de diarios ficticios escritos por mujeres de una familia. La serie comienza con Milagro en san Bruno que es ambienta en la reforma inglesa, y acaba con We'll Meet Again, durante la Segunda Guerra Mundial.
Son libros de suspense romántico, las heroínas deben resolver un misterio antes de encontrar la felicidad junto al héroe.
Hijas de Inglaterra se publicó póstumamente y no tiene relación con el resto de libros de Carr.
Los novelas escritas por Philippa Carr son sagas familiares.

#### Saga Hijas de Inglaterra
01) 1972: The miracle at St. Bruno's (Milagro en San Bruno, El secreto de San Bruno: pasión e intriga en la época de Enrique VIII).
02) 1974: The lion triumphant (El león triunfante).
03) 1975: The witch from the sea (La bruja que vino del mar).
04) 1976: Saraband for two sisters (Sarabanda para dos hermanas / Amores prohibidos).
05) 1977: Lament for a lost lover (Lamento por un amante perdido).
06) 1978: The love child) (La hija del amor / Hija del amor).
07) 1979: The song of the siren (El canto de la sirena).
08) 1981: Will you love me in september? (La suerte de los dados).
09) 1982: The adulteress (La adúltera).
10) 1983: Zipporah's daughter / Knave of Hearts  (La hija de Zipporah).
11) 1984: Voices in a haunted room (Voces en un cuarto embrujado).
12) 1985: The return on the gypsy (El regreso del zíngaro).
13) 1986: Midsummers' Eve (Víspera de verano).
14) 1987: The pool of St. Branock (El secreto de la laguna).
15) 1989: The changeling (Las hijas del destino).
16) 1990: The black swan (El cisne negro).
17) 1991: A time for silence (Años de silencio).
18) 1992: The gossamer cord (El lazo invisible).
19) 1993:  We'll meet again.
20) 1995: Daughters of England (Hijas de Inglaterra)